# Fidel Martínez
Fidel Francisco Martínez Tenorio (Shushufindi, 15 februari 1990) is een Ecuadoraans voetballer die bij voorkeur als vleugelspeler speelt. Hij verruilde in juni 2015 Club Universidad de Guadalajara voor Pumas UNAM. In 2008 debuteerde hij in het Ecuadoraans voetbalelftal.

## Clubcarrière
Martínez debuteerde in 2010 voor Deportivo Quito in de Ecuadoraanse competitie. In twee seizoenen maakte hij 12 doelpunten in 50 competitieduels voor Deportivo Quito. In mei 2012 werd hij getransfereerd naar het Mexicaanse Club Tijuana. Hij debuteerde voor zijn nieuwe club op 20 juli 2012 tegen Puebla. Op 2 december 2012 werd hij landskampioen met Club Tijana, voor het eerst in de clubhistorie.

## Interlandcarrière
In december 2008 debuteerde Martínez voor het Ecuadoraans nationaal elftal tijdens een toernooi in Oman. Hij maakte bij zijn debuut meteen zijn eerste doelpunt voor Ecuador tegen Iran. Na een afwezigheid van vijf jaar riep bondscoach Reinaldo Rueda hem op voor de WK-kwalificatiewedstrijden tegen Uruguay en Chili in oktober 2013.
| Interlands van Fidel Martínez voor Ecuador | Interlands van Fidel Martínez voor Ecuador | Interlands van Fidel Martínez voor Ecuador | Interlands van Fidel Martínez voor Ecuador | Interlands van Fidel Martínez voor Ecuador | Interlands van Fidel Martínez voor Ecuador | Interlands van Fidel Martínez voor Ecuador |
| №                                          | Datum                                      | Wedstrijd                                  | Uitslag                                    | Soort wedstrijd                            | Doelpunten                                 |                                            |
| Als speler bij Sociedad Deportivo Quito    | Als speler bij Sociedad Deportivo Quito    | Als speler bij Sociedad Deportivo Quito    | Als speler bij Sociedad Deportivo Quito    | Als speler bij Sociedad Deportivo Quito    | Als speler bij Sociedad Deportivo Quito    | Als speler bij Sociedad Deportivo Quito    |
| ------------------------------------------ | ------------------------------------------ | ------------------------------------------ | ------------------------------------------ | ------------------------------------------ | ------------------------------------------ | ------------------------------------------ |
| 1.                                         | 17 december 2008                           | Iran – Ecuador                             | 0 – 1                                      | Vriendschappelijk                          | 1                                          |                                            |
| 2.                                         | 19 december 2008                           | Oman – Ecuador                             | 2 – 0                                      | Vriendschappelijk                          | 0                                          |                                            |
| Als speler bij Club Tijuana                |                                            |                                            |                                            |                                            |                                            |                                            |
| 3.                                         | 15 oktober 2013                            | Chili – Ecuador                            | 2 – 1                                      | Kwalificatie WK 2014                       | 0                                          |                                            |
| 4.                                         | 15 november 2013                           | Ecuador – Argentinië                       | 0 – 0                                      | Vriendschappelijk                          | 0                                          |                                            |
| 5.                                         | 19 november 2013                           | Honduras – Ecuador                         | 2 – 2                                      | Vriendschappelijk                          | 0                                          |                                            |
| 6.                                         | 5 maart 2014                               | Australië – Ecuador                        | 3 – 4                                      | Vriendschappelijk                          | 1                                          |                                            |
| 7.                                         | 17 mei 2014                                | Nederland – Ecuador                        | 1 – 1                                      | Vriendschappelijk                          | 0                                          |                                            |
| 8.                                         | 31 mei 2014                                | Mexico – Ecuador                           | 3 – 1                                      | Vriendschappelijk                          | 0                                          |                                            |
| 9.                                         | 7 september 2014                           | Bolivia – Ecuador                          | 0 – 4                                      | Vriendschappelijk                          | 0                                          |                                            |
| 10.                                        | 10 september 2014                          | Brazilië – Ecuador                         | 1 – 0                                      | Vriendschappelijk                          | 0                                          |                                            |
| 11.                                        | 28 maart 2015                              | Mexico – Ecuador                           | 1 – 0                                      | Vriendschappelijk                          | 0                                          |                                            |
| 12.                                        | 31 maart 2015                              | Argentinië – Ecuador                       | 2 – 1                                      | Vriendschappelijk                          | 0                                          |                                            |
| Als speler bij Pumas UNAM                  |                                            |                                            |                                            |                                            |                                            |                                            |
| 13.                                        | 3 juni 2015                                | Panama – Ecuador                           | 1 – 1                                      | Vriendschappelijk                          | 1                                          |                                            |
| 14.                                        | 6 juni 2015                                | Ecuador – Panama                           | 4 – 0                                      | Vriendschappelijk                          | 2                                          |                                            |
| 15.                                        | 11 juni 2015                               | Chili – Ecuador                            | 2 – 0                                      | Copa América                               | 0                                          |                                            |
| 16.                                        | 15 juni 2015                               | Ecuador – Bolivia                          | 2 – 3                                      | Copa América                               | 0                                          |                                            |
| 17.                                        | 19 juni 2015                               | Mexico – Ecuador                           | 1 – 2                                      | Copa América                               | 0                                          |                                            |
| 18.                                        | 8 september 2015                           | Ecuador – Honduras                         | 2 – 0                                      | Vriendschappelijk                          | 0                                          |                                            |
| 19.                                        | 8 oktober 2015                             | Argentinië – Ecuador                       | 0 – 2                                      | Kwalificatie WK 2018                       | 0                                          |                                            |
| 20.                                        | 13 oktober 2015                            | Ecuador – Bolivia                          | 2 – 0                                      | Kwalificatie WK 2018                       | 0                                          |                                            |
| 21.                                        | 12 november 2015                           | Ecuador – Uruguay                          | 2 – 1                                      | Kwalificatie WK 2018                       | 1                                          |                                            |
| 22.                                        | 17 november 2015                           | Venezuela – Ecuador                        | 1 – 3                                      | Kwalificatie WK 2018                       | 1                                          |                                            |

Bijgewerkt op 6 januari 2016.
1 Saldívar ·
2 Van Rankin ·
3 Arribas ·
4 Quintana ·
5 Mendoza ·
6 Escamilla ·
7 Cabrera ·
8 Barrera  ·
9 Guerrón ·
10 González ·
11 Alustiza ·
12 Magaña ·
14 Figueroa ·
15 Zamudio ·
16 Fuentes ·
17 Gallardo · 
18 García ·
19 Jáquez ·
20 Asprilla ·
21 González ·
22 Acosta ·
23 Díaz ·
24 J. Castillo ·
29 Calderón ·
30 N. Castillo ·
31 Torres ·
33 Formica ·
Coach: Patiño
1 Banguera ·
2 Guagua ·
3 Erazo ·
4 Paredes ·
5 Ibarra ·
6 Noboa ·
7 Montero ·
8 Méndez ·
9 Martínez ·
10 W. Ayoví ·
11 Caicedo ·
12 Bone ·
13 E. Valencia ·
14 Castillo ·
15 Arroyo ·
16 A. Valencia ·
17 J. Ayoví ·
18 Bagüí ·
19 Saritama ·
20 Rojas ·
21 Achilier ·
22 Domínguez ·
23 Gruezo ·
Coach: Rueda